# Mentorschap (juridisch)
Een mentorschap is een door een Nederlandse kantonrechter op te leggen maatregel. Een persoon voor wie mentorschap is ingesteld, wordt door de rechter, op basis van deskundig onderzoek, niet in staat geacht om zelf de eigen belangen van niet-vermogensrechtelijke aard te behartigen. Een mentor wordt aangesteld om dit namens de betreffende persoon te doen, volgens vastomlijnde regels.
Het mentorschap is beschreven in Boek 1 van het Burgerlijk Wetboek (Titel 20, art. 450 e.v.).
De mentor vertegenwoordigt de betrokkene waarvoor hij mentor is in en buiten rechte in aangelegenheden betreffende verzorging, verpleging, behandeling en begeleiding. De betrokkene is dan onbevoegd rechtshandelingen te verrichten inzake deze aangelegenheden.
De wet bepaalt onder meer dat de mentor beslissingen neemt namens de betrokkene, maar ook dat de mentor advies geeft waar het niet-vermogensrechtelijke zaken betreft. Bovendien schrijft de wet voor dat de mentor de betrokkene zo veel mogelijk betrekt bij de vervulling van zijn of haar taak en bevordert dat de betrokkene (rechts)handelingen zelf verricht indien hij of zij daartoe in staat is.

## Aanvragen van mentorschap
Een verzoek tot instelling van een mentorschap moet worden ingediend bij de sector kanton van de rechtbank in het arrondissement waar de betrokkene woont. Voor een verzoek tot instelling van het mentorschap is geen advocaat nodig.
Als het verzoek bij de rechtbank is ontvangen, wordt soms een zitting georganiseerd. Op de zitting vraagt de rechter de mening van betrokkene en eventueel de partner en familieleden over de gevraagde maatregel. De familieleden die schriftelijk hebben verklaard dat zij met de maatregel instemmen, worden in de regel niet meer voor de zitting opgeroepen.
Als de betrokkene zelf niet op de zitting kan verschijnen, kan de rechter naar de instelling gaan, waar hij verblijft. De maatregel gaat in op de dag dat de rechter de uitspraak doet. Aan de behandeling van de aanvraag zijn kosten (griffierechten) verbonden.
Bij de aanvraag voor instelling van het mentorschap kan een voorstel worden gedaan voor een specifieke mentor. Een mentor kan zowel een natuurlijke persoon (privépersoon) als een rechtspersoon (stichting, bv enz.) zijn. Meestal wordt een familielid als mentor benoemd. Sommige mensen hebben geen levende familieleden die bereid en in staat zijn het mentorschap te vervullen. Een vriend, buurvrouw of kennis kan dan ook als mentor worden benoemd. Als ook zo iemand niet beschikbaar is, kan bijvoorbeeld een beroep worden gedaan op een regionale stichting die vrijwilligers werft, selecteert, opleidt, koppelt en daarna begeleidt bij hun werk. Deze stichtingen coördineren ook de (juridische) aanvraagprocedure.
Voor het aanvragen of wijzigen van curatele, onderbewindstelling of mentorschap bestaan formulieren.

## Beëindiging
Mentorschap eindigt:
- door tijdsverloop, indien de mentor voor een bepaalde tijd was benoemd;
- door overlijden van de mentor;
- door ondercuratelestelling of instelling van een mentorschap ten behoeve van de mentor zelf;
- door ontslag dat hem door de kantonrechter met ingang van een door de rechter bepaalde dag wordt verleend.

Ontslag kan worden verleend op verzoek van de mentor, de betrokkene, het openbaar ministerie of ambtshalve door de kantonrechter wegens gewichtige redenen of omdat de mentor niet meer voldoet aan de eisen om mentor te kunnen zijn.
Een gewezen mentor blijft verplicht al datgene te doen, wat niet zonder nadeel voor de betrokkene kan worden uitgesteld.

## De mentor
De rechter volgt bij de benoeming van de mentor de uitdrukkelijke voorkeur van de betrokkene, tenzij er gegronde redenen zijn dit niet te doen. Als de voorkeur van betrokkene niet bekend is of niet gevolgd wordt geldt:
Als de betrokkene is gehuwd, een geregistreerd partnerschap is aangegaan of anderszins een levensgezel heeft, wordt bij voorkeur de echtgenoot, de geregistreerde partner dan wel andere levensgezel tot mentor benoemd.
Is dit niet aan de orde dan wordt bij voorkeur een van zijn ouders, kinderen, broers of zusters tot mentor benoemd.
Als ten behoeve van de betrokkene een bewind is ingesteld wordt (indien de bewindvoerder een natuurlijke persoon is) bij voorkeur de bewindvoerder tot mentor benoemd.
Geen mentor kunnen worden:
- handelingsonbekwamen;
- zij ten behoeve van wie een mentorschap is ingesteld;
- de direct betrokken of behandelend hulpverlener;
- personen behorende tot de leiding of tot het personeel van de instelling waar de betrokkene verblijft.

Door een wetswijziging kunnen sinds 1 januari 2014 ook rechtspersonen tot mentor worden benoemd. Aan professionele mentoren (die meer dan 3 beschermingsmaatregelen uitvoeren) worden kwaliteitseisen gesteld. De mentor moet aantoonbaar maken dat hij voldoet aan deze eisen voordat hij benoemd kan worden.

## Bevoegdheden
De mentor vertegenwoordigt de betrokkene in en buiten rechte. De mentor kan de betrokkene ook toestemming verlenen deze rechtshandelingen zelf te verrichten als hij betrokkene daartoe in staat acht.
De mentor geeft aan de betrokkene raad in aangelegenheden van niet-vermogensrechtelijke aard en waakt over diens belangen ter zake.
Verzet de betrokkene zich tegen een handeling van ingrijpende aard dan kan die handeling slechts plaatsvinden indien dit noodzakelijk is om ernstig nadeel voor de betrokkene te voorkomen.
De mentor is gehouden degene ten behoeve van wie het mentorschap is ingesteld zo veel mogelijk bij de vervulling van zijn taak te betrekken.
De mentor bevordert dat de betrokkene rechtshandelingen en andere handelingen zelf verricht, indien deze tot een redelijke waardering van zijn belangen ter zake in staat kan worden geacht. Hij betracht de zorg van een goed mentor.

## Vergoeding
Een mentor kan een financiële vergoeding krijgen. De bedragen hiervoor zijn landelijk vastgesteld en worden jaarlijks geïndexeerd. De vergoeding komt voor rekening van de betrokkene. Hij of zij kan in aanmerking komen voor vergoeding uit de bijzondere bijstand. Een mentor kan een client ook in rechte vertegenwoordigen. De extra uren die hij of zij daarvoor maakt worden afgeschreven van de rekening van de client voor 75 euro per uur. Vaak zijn cliënten hiervan niet op de hoogte gesteld. De enige manier om hier achter te komen is om de bankafschriften op te vragen bij de bank als familielid na het overlijden. Belangrijk is dat ouderen dit van tevoren vastleggen in een levenstestament. De mentor behoort te handelen in de geest van de client mocht die wilsonbekwaam zijn of in overleg als client nog wilsbekwaam is. Het is dus aan de mentor om uit te leggen dat de mentor dus rechtszaken kan gaan voeren uit naam van die client en daar extra uren voor in rekening zal brengen en die afschrijven als de mentor ook bewindvoerder is.

## Toezicht mentorschap
De mentor doet jaarlijks verslag van zijn werkzaamheden aan de kantonrechter. De kantonrechter kan tussentijd vragen om een mondelinge of schriftelijke verantwoording. Bijvoorbeeld wanneer er twijfels zijn over de uitvoering van het mentorschap door de mentor omdat hierover is geklaagd door betrokkene of personen uit zijn omgeving.